# Calectasia obtusa
Calectasia obtusa är en enhjärtbladig växtart som beskrevs av Russell Lindsay Barrett och Kingsley Wayne Dixon. Calectasia obtusa ingår i släktet Calectasia och familjen Dasypogonaceae. Inga underarter finns listade.